# Латьяун
Латьяун (в верховье Мочканъёган; устар. Мочкан-Еган) — река в России, протекает по Нижневартовскому району Ханты-Мансийского АО. Устье реки находится в 25 км по левому берегу реки Аган. Длина реки составляет 13 км. 
Мочканъёган вытекает из болота возле озера Мочканлор и протекает через озеро Латьяунлор, после чего меняет название на Латьяун.
Рядом с рекой находятся кусты 756 и 473 Нивагальского нефтегазового месторождения.

## Данные водного реестра
По данным государственного водного реестра России относится к Верхнеобскому бассейновому округу, водохозяйственный участок реки — Обь от впадения реки Вах до города Нефтеюганск, речной подбассейн реки — Обь ниже Ваха до впадения Иртыша. Речной бассейн реки — (Верхняя) Обь до впадения Иртыша.